# Майкъл Бубле
Майкъл Стивън Бубле (на английски: Michael Steven Bublé) е канадски певец, композитор, актьор и продуцент.
Дебютният му албум се изкачва в първите 10 на класациите в Канада и Великобритания. Добива световна слава с албума си „It's Time“ (Време е), както и с албума „Call Me Irresponsible“ (Наречи ме безотговорен) от 2007 г., който достига № 1 в класации в Канада, Великобритания, САЩ, Австралия и няколко европейски класации. Албумът от 2009 г. „Crazy Love“ дебютира като № 1 в американския „Билборд 200“ след 3 дни продажби и остава там в продължение на 2 седмици. Същото се случва с четвъртия и петия му албум.
Бубле продава над 75 милиона записа по целия свят. Носител е на множество награди, включително 4 награди Грами.